# Rio Dobrovăţ

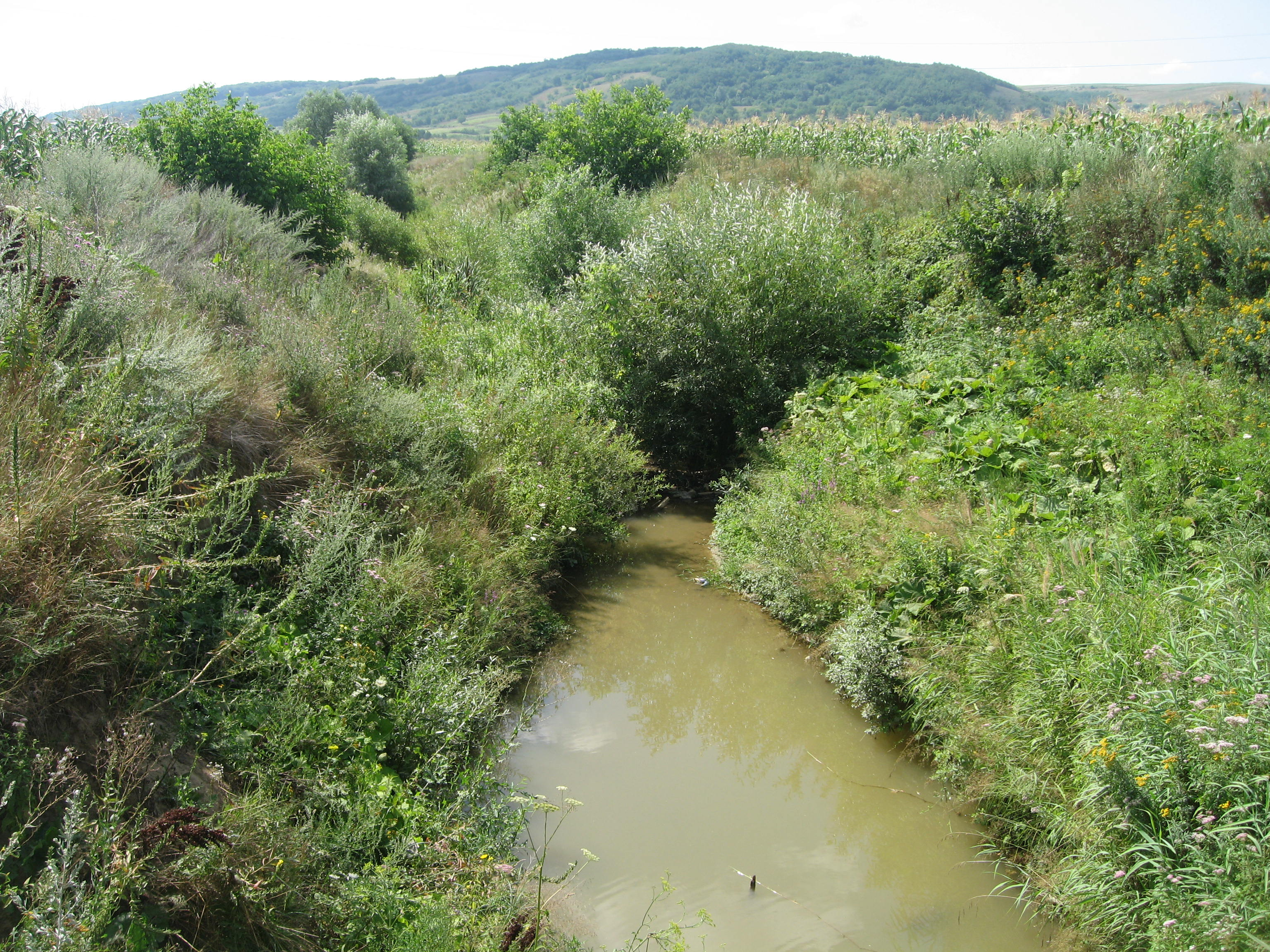
Rio Dobrovăț

O Rio Dobrovăţ é um rio da Romênia, afluente do Vasluieţ, localizado no distrito de Iaşi e Vaslui.